# Artania
Pour les articles homonymes, voir Artémis (homonymie).
Le MV Artania est un navire de croisière naviguant pour la société allemande Phoenix Reisen (en). Sous le nom de MS Artemis, il était auparavant le plus petit navire de la flotte de P & O Cruises.

## Historique
Ce navire fut construit en 1984 pour Princess Cruises et par les chantiers Wärtsilä, en Finlande. Inauguré par la Princesse Diana Spencer à Southampton, il porte à l'époque le nom Royal Princess de la société Princess Cruises.
Ce navire est transféré vers la flotte de P & O Cruises en 2005 et a par la même occasion changé de nom pour devenir le MS Artemis.

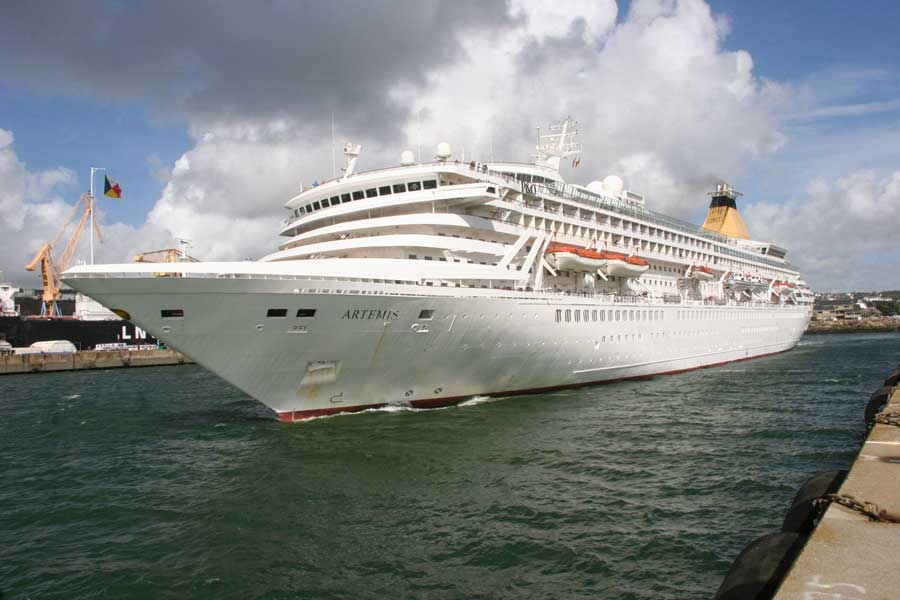
Le navire de croisière Artemis sur son départ de Brest en 2006.

Depuis avril 2011, il navique pour Phoenix Reisen.

## À bord

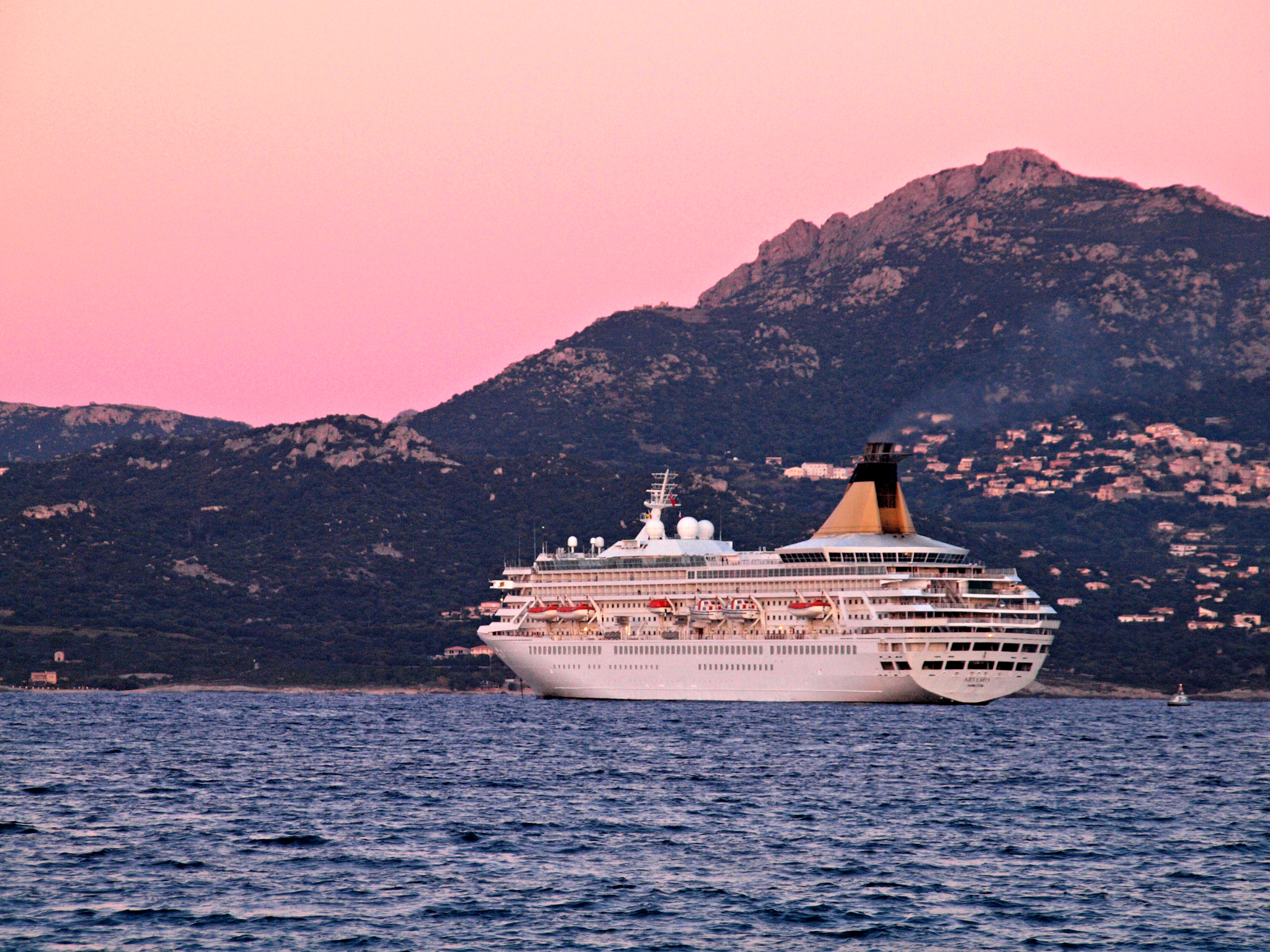
MS Artemis dans la baie de Calvi Octobre 2010

- Ponts passagers: 8
- Cabines passagers: 594
- Bars: 4
- Restaurants: 2
- Picines extérieur: 2
- Salon passagers: 1